# Kolmårdens marmorbruk

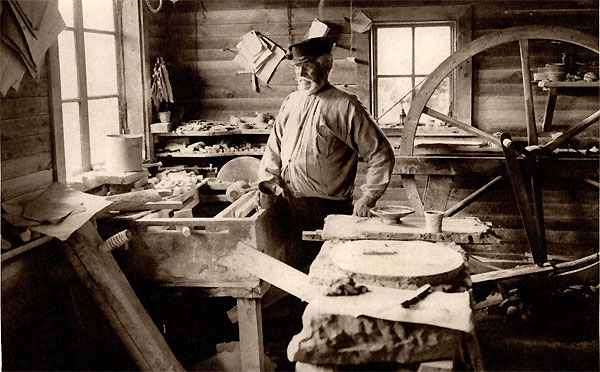
Marmorsliperi i Kolmården på 1920-talet.

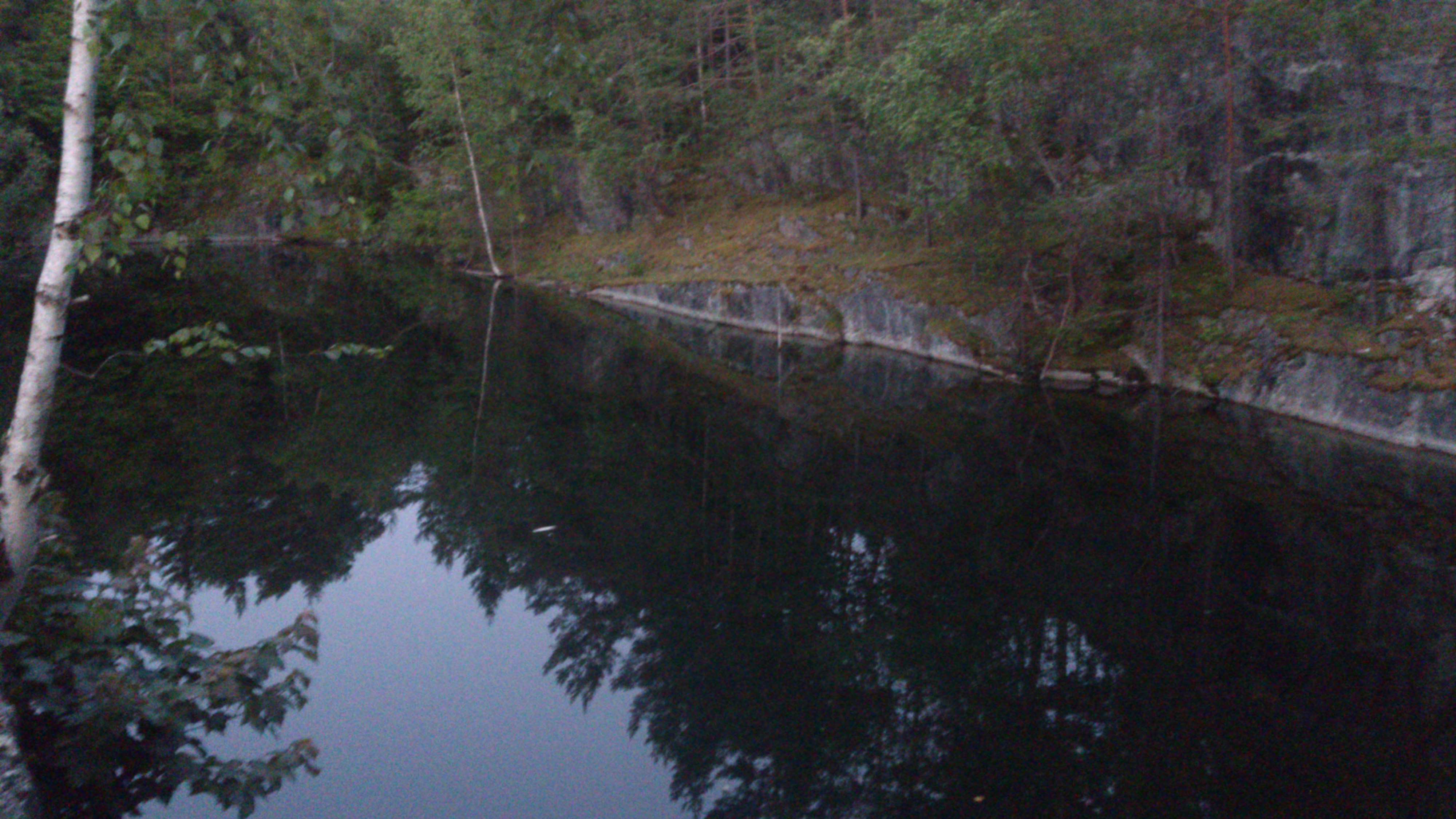
Verkstadsbrottet, 190 meter djupt, är det största brottet i Marmorbrukets gamla gruvområde.

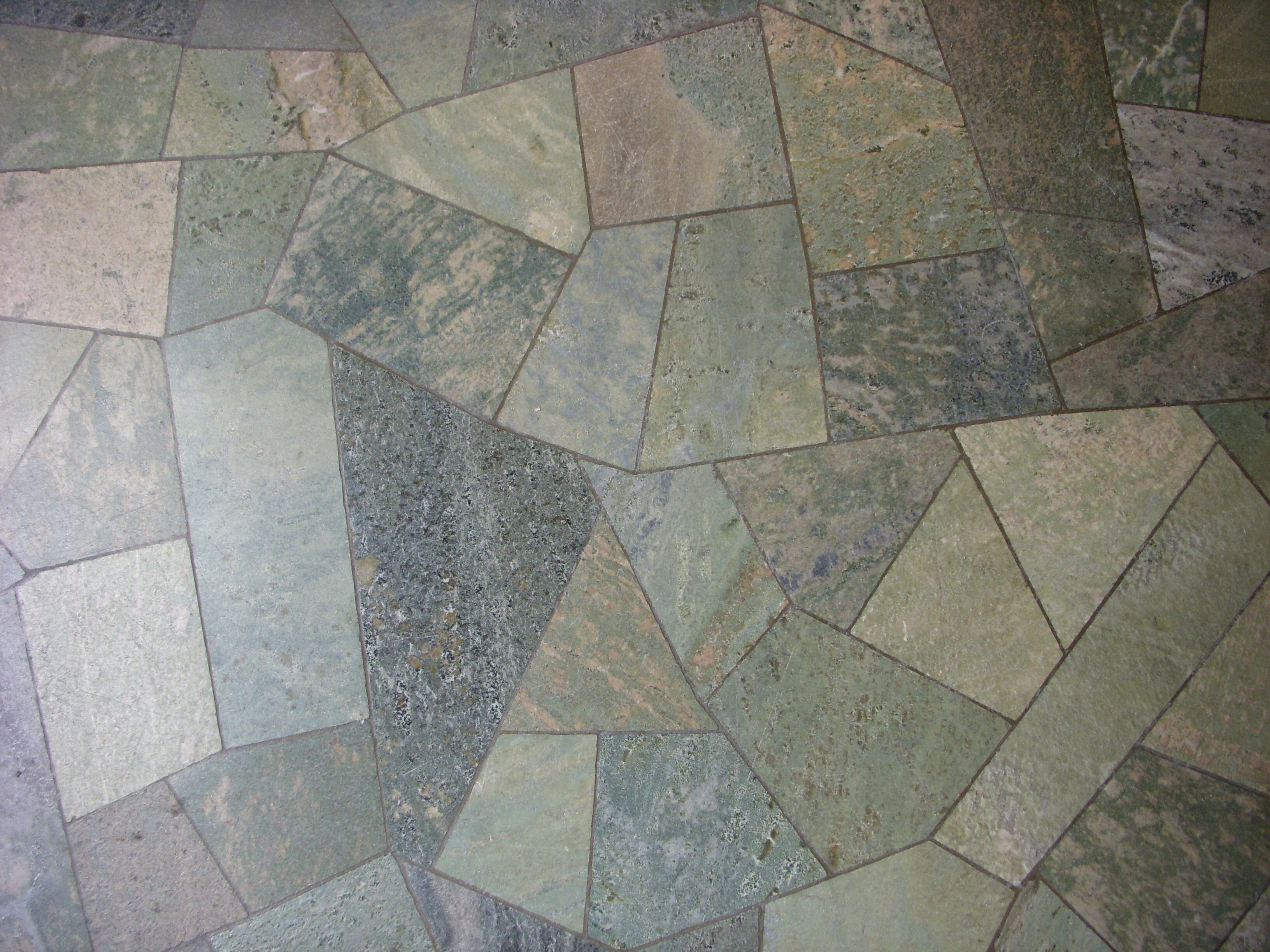
Exempel på kolmårdsmarmorns färgvariation: golv i entréhallen till Stockholms stadshus torn.

Kolmårdens marmorbruk, vid Bråvikens norra strand i Norrköpings kommun, fick sitt första privilegiebrev 1663. Kolmårdsmarmor hade dock använts till inredningsarbeten och föremål redan på medeltiden, vilket dopfunten i Östra Eneby kyrka är ett exempel på. Under andra hälften av 1600-talet utsmyckades Drottningholms slott med denna sten. Verksamheten förföll senare, men återstartades 1722 och fick till stånd en ansenlig export till England, Ryssland och Tyskland. Trots detta blev inte produktionen lönsam, varför bruket bedrev binäringar, såsom kalkbrytning och tegelbränning på 1800-talet. 

## Historik
Kolmårdens marmorbruk ligger i Konungsunds socken, Björkekinds härad. Bruket grundades troligen av Louis De Geer. Bruket lades ner omkring 1680 och återupptogs först 1722 av kanslirådet Eric Wrangel och kommerserådet Gabriel Gyllengrip, sedan de erhållit privilegium 17 mars 1722 på 20 frihetsår. Sedan övergick bruket till ett bolag, som år 1726 bestod av åtta personer: kommerserådet Gabriel Gyllengrip, kanslirådet Jakob Bunze, kollegieassessoren Stierncrona och handlanden Lennman. Vid denna tid lär erfarna från Italien blivit inskrivna. Brukets arbeten var då redan kända i utlandet. År 1764 var även revisorn Johan Falkson delägare i bruket. Därefter har marmorbrukets ägare varit president Carl Johan Gyllenborg, löjtnanten Klingstedt, brukspatron Johan Norstedt och bildhuggaren Carl Fredrik Beurling. Under dessa ägare hade inte drivits med någon fart, men år 1812 köptes det av brukspatron Johan N. Ekerman, vilken med stora omkostnader åter satte bruket i gott stånd. År 1850 tillhörde det brukspatronerna E. W. Westerberg och Gustaf Lewin, samt år 1853 den senare och hans måg grosshandlaren P. A. Enhörning. År 1858 övergick det genom köp till en invandrare greve Artur Rozycki, vilken åter iståndsatte och uppdrv den på nytt förflnna och till följd av brist på beställningar lsamt drivan bruket, så att tillverkningsvärdet, som år 1856 uppgick till endas 5695 riksdaler, år 1860 uppgick det till 25000 riksdaler riksmynt. Under 1870-talet ägdes bruket av ett bolag.
I början av 1900-talet koncentrerade Edward Ringborg åter produktionen på kolmårdsmarmor, och med effektiv reklamföring och med maskindrivna svarvar ökade produktion och export. Från 1861 var marmorbruket ett aktiebolag, Marmorbruks AB. År 1969 köptes marmorbruket av  Ytongbolagen.[källa behövs]
Det avvecklades 1975, delvis beroende på konkurrens från Italien och Portugal med billigare produktion. Efterfrågan av stenmaterial för byggnads- och inredningsändamål i Sverige minskade också vid denna tid.[källa behövs]
I Sandviken har från 1989 återupptagits tillverkning av föremål i kolmårdsmarmor i mindre skala.[källa behövs]

## Konst
Exempel på byggnader beklädda med kolmårdsmarmor är Drottningholms slott, Stockholms slott, Kungliga Operan, Nationalmuseum och Uppsala universitet i Sverige, samt Operan i Paris, Rockefeller Center i New York och FN-byggnader i Genève.[källa behövs]